# Spartani (partito politico)
Spartani (in greco Σπαρτιάτες?, Spartiátes) è un partito politico in Grecia, fondato nel 2017 da Vasilis Stigkas.
È considerato di estrema destra a causa dei suoi forti legami con l'organizzazione neonazista e criminale Alba Dorata.
Il partito ha guadagnato notevole rilevanza nei sondaggi nazionali a metà giugno, in seguito a un endorsement su Twitter da parte di Ilias Kasidiaris, ex deputato di Alba Dorata e politico nazionalista, condannato nel processo che ha dichiarato Alba Dorata un'organizzazione criminale. Kasidiaris ha esortato i suoi sostenitori a votare per gli Spartani nelle elezioni di giugno 2023.
Dato che molti dei suoi parlamentari sono stati precedentemente associati ad Alba Dorata o al partito di Kasidiaris, Greci per la Patria, escluso dalle elezioni del 2023, gli Spartani sono visti come una continuazione di Alba Dorata.
Da agosto 2023, una prolungata crisi interna al partito ha praticamente dissolto il gruppo parlamentare degli Spartani. La crisi è esplosa a causa del sostegno della maggior parte dei deputati del partito a Ilias Kasidiaris e alla sua candidatura per il Comune di Atene nelle imminenti elezioni locali. Il leader del partito, Vasilis Stigkas, ha reagito a queste iniziative dei suoi deputati ed ha espulso tre di loro, accusandoli di essere guidati da centri stranieri extraparlamentari che agivano come la mafia greca. Le accuse di Stigkas hanno spinto il Procuratore della Corte Suprema Civile e Penale della Grecia ad avviare un'indagine giudiziaria, che ha portato all'incriminazione dell'intero gruppo parlamentare, ad eccezione di Vasilis Stigkas, per frode elettorale, con Ilias Kasidiaris accusato anche di istigazione alla frode. Nel maggio 2025, la Corte d'Appello ha assolto all'unanimità tutti gli 11 deputati accusati, incluso Kasidiaris, non trovando prove che avessero ingannato gli elettori.

## Risultati elettorali
| Elezione                 | Voti             | %                | Seggi    |
| ------------------------ | ---------------- | ---------------- | -------- |
| Europee 2019             | 82.075           | 1,45             | 0 / 21   |
| Parlamentari 2019        | 70.161           | 1,24             | 0 / 300  |
| Parlamentari maggio 2023 | Non partecipante | Non partecipante | 0 / 300  |
| Parlamentari giugno 2023 | 241.632          | 4,64             | 12 / 300 |